# Xã Almond, Quận Big Stone, Minnesota
Xã Almond (tiếng Anh: Almond Township) là một xã thuộc quận Big Stone, tiểu bang Minnesota, Hoa Kỳ. Năm 2010, dân số của xã này là 110 người.